# Englishita
L'englishita és un mineral de la classe dels fosfats. Anomenada així per George Letchworth English, col·leccionista de minerals i venedor. Un estudi de la seva col·lecció de nòduls de fosfats va permetre el descobriment d'uns quants minerals, incloent l'englishita.

## Característiques
L'englishita és un fosfat de fórmula química K₃Na₂Ca₁₀Al₁₅(OH)₇(PO₄)₂₁(H₂O)₂₆. Cristal·litza en el sistema monoclínic. La seva duresa a l'escala de Mohs és 3.
Segons la classificació de Nickel-Strunz, l'englishita pertany a «08.DH: Fosfats amb cations de mida mitjana i gran, (OH, etc.):RO₄ < 1:1» juntament amb els següents minerals: minyulita, leucofosfita, esfeniscidita, tinsleyita, jahnsita-(CaMnFe), jahnsita-(CaMnMg), jahnsita-(CaMnMn), keckita, rittmannita, whiteïta-(CaFeMg), whiteïta-(CaMnMg), whiteïta-(MnFeMg), jahnsita-(MnMnMn), kaluginita, jahnsita-(CaFeFe), jahnsita-(NaFeMg), jahnsita-(NaMnMg), jahnsita-(CaMgMg), manganosegelerita, segelerita, wilhelmvierlingita, juonniïta, calcioferrita, kingsmountita, montgomeryita, zodacita, arseniosiderita, kolfanita, mitridatita, pararobertsita, robertsita, sailaufita, mantienneïta, paulkerrita, benyacarita, xantoxenita, mahnertita, andyrobertsita, calcioandyrobertsita, overita i bouazzerita.

## Formació i jaciments
S'ha trobat en nòduls de variscita (Utah, EUA) i en complexos pegmatítics granítics (Dakota del Sud, EUA). S'ha descrit associada a variscita, montgomeriïta, wardita, mil·lisita, crandal·lita (Utah, EUA); montgomeriïta, eosphorita-childrenita, tiptopita, roscherita, pahasapaïta, parafransoletita, robertsita, mitridatita, whitlockita (Dakota del Sud, EUA).